# Sylvio Lagreca
Sylvio Lagreca, manchmal auch Sílvio Lagreca geschrieben, (* 14. Juni 1895 in Piracicaba; † 29. April 1966 in São Paulo) war ein brasilianischer Fußballnationalspieler, Trainer der Nationalmannschaft und Fußballschiedsrichter. Er war auf der Position eines Mittelfeldspielers eingesetzt. Er spielte für die brasilianische Fußballnationalmannschaft von 1914 bis 1916.

## Karriere
Lagreca begann seine fußballerische Laufbahn 1914 beim AA São Bento aus São Paulo. Bereits im selben Jahr trat er beim ersten Länderspiel einer Auswahl Brasiliens an. Das Freundschaftsspiel gegen Exeter City am 21. Juli 1914 in Rio de Janeiro im Laranjeiras war das erste, wenn auch noch inoffizielle, Spiel einer brasilianischen Nationalmannschaft. Das zweite Spiel der Auswahl am 20. September 1914 in Buenos Aires gegen Argentinien wurde das erstes offizielles Länderspiel Brasiliens, an welchem auch er teilnehmen durfte. Insgesamt bestritt Lagreca für die Nationalmannschaft 15 Spiele, davon zehn offizielle, Sein einziges Länderspieltor erzielte er am 3. Oktober 1917 in Montevideo in einem Spiel gegen Argentinien. Er war von 1914 bis 1916 auch Bestandteil des Spielerkomitees, welches zu der Zeit noch anstelle eines Trainers auftrat. Das vierte und zweite offizielle Spiel der Nationalelf am 27. September 1914, war das erste Spiel um die Copa Roca gegen Argentinien. Die Auswahl um Arthur Friedenreich, einen der besten Fußballer seiner Zeit, konnte die Partie mit 1:0 für sich entscheiden und Lagreca seinen ersten internationalen Erfolg feiern. 1916 nahm er an der ersten Ausgabe der Copa América der Campeonato Sudamericano 1916 teil, hier erreichte er mit dem Team hinter Uruguay und Argentinien den dritten Platz. Diese Platzierung wurde auch im Folgeturnier der Campeonato Sudamericano 1917 erreicht. In dem Wettbewerb erzielte sein einziges Länderspieltor. In der Partie gegen Argentinien am 3. Oktober 1917, erzielte er die zwischenzeitliche Führung zum 2:1 (Endstand–2:4).
Lagreca war auch für die Auswahlmannschaft von São Paulo tätig. Hauptsächlich wird hier eine Tätigkeit als Trainer angegeben. Die Campeonato Brasileiro de Seleções Estaduais war ein Wettbewerb zwischen Auswahl Mannschaften der einzelnen Bundesstaaten, welcher in unregelmäßigen Abständen von 1922 bis 1987 stattfand. Interessanterweise waren seine ersten zwei Auftritte 1920 und 1921 in dem Turnier die als Schiedsrichter.
1923 war Lagreca bei der SE Palmeiras als Trainer aktiv.
Die Copa Roca 1939/40 wurde in vier Spielen entschieden. In den letzten beiden im Februar 1940 betreute Lagreca die Auswahl.

## Trivia
Während und nach seiner aktiven Laufbahn lief er als Schiedsrichter auf. Am 24. Januar 1915 trat Lagreca als Schiedsrichter im ersten Spiel des Palmeiras an. Das Premierenspiel von Palmeiras gegen SC Savoia endete 2:0.
Lagreca wurde auch durch eine Aktion bekannt, bei welcher er die Flagge Brasiliens vor dem Verbrennen rettete. Als Brasilien am 8. Juli 1916 sein fünftes offizielles Spiel bestritt, trat sie gegen Uruguay im Stadion des argentinischen Klubs Gimnasia y Esgrima La Plata an. Angewidert darüber, aus dem Spiel ausgeschlossen zu werden, zündeten Fans die Holzstühle in der Arena an. Als die Flammen den Fahnenmast mit der brasilianischen Flagge erreichten, zog Lagreca seinen Anzug aus, kletterte auf den Mast und rettete sie vor dem Verbrennen.

## Erfolge
São Bento
- Staatsmeisterschaft von São Paulo: 1914

Nationalmannschaft
- Copa Roca: 1914